# هرمان شوارتس
هرمان آماندوس اشوارتس (به آلمانی: Hermann Amandus Schwarz) (زاده ۲۵ ژانویه ۱۸۴۳ در هرمزدورف ، سیلزی-درگذشته ۱۰ نوامبر ۱۹۲۱ در برلین) ریاضی‌دان اهل آلمان بود. زمینه کاری شوارتس آنالیز مختلط بود. شوارتس درجه دکتری ریاضیات را با سرپرستی کارل وایرشتراس و ارنست کومر در دانشگاه برلین دریافت کرد. وی همچنین به نظریه رویه های مینیمال پرداخت. کارهای او بویژه در زمینه قضیه نگاشت ریمان، تبدیل شوارتس-کریستوفل، حل نخستین مسئله مقدار مرزی برای دایره و معادله دیفرانسیل ابرهندسی نامدار هستند. قضایا و ساختارهای بسیاری در ریاضیات همچون نابرابری کوشی-شوارتس، قضیه شوارتس، لم شوارتس و لم شوارتس-پیک به نام او هستند. از شاگردان دکتری وی می توان گرهارد هسنبرگ و تئودور والن را نام برد.